# Musa Araz
Musa Araz (Fribourg, 1994. január 17. –) svájci korosztályos válogatott labdarúgó, a Sion középpályása.

## Pályafutása

### Klubcsapatokban
Araz a svájci Fribourg városában született. Az ifjúsági pályafutását a helyi Fribourg csapatában kezdte, majd a Basel akadémiájánál folytatta.
2014-ben mutatkozott be a Basel felnőtt keretében. A 2014–15-ös szezonban a Le Mont, míg a 2015–16-os szezonban a Winterthur csapatát erősítette kölcsönben. 2016-ban a Lausanne-Sport, majd 2017-ben a török első osztályban szereplő Konyaspor szerződtette. 2019 és 2020 között az Afjet Afyonspornál és a Bursaspornál szerepelt kölcsönben. 2020-ban visszatért Svájcba és a Neuchâtel Xamaxnál folytatta a labdarúgást. 2020. október 12-én hároméves szerződést kötött a Sion együttesével. Először a 2020. október 18-ai, Lausanne-Sport ellen 0–0-ás döntetlennel zárult mérkőzésen lépett pályára. Első gólját 2021. április 17-én, a Zürich ellen hazai pályán 2–2-es döntetlennel végződő találkozón szerezte meg.

### A válogatottban
Araz az U17-es, az U19-es és az U21-es korosztályú válogatottakban is képviselte Svájcot.

## Statisztika
2023. április 16. szerint.
| Klub                         | Szezon   | Bajnokság              | Bajnokság | Bajnokság | Kupa  | Kupa  | Nemzetközi | Nemzetközi | Összesen | Összesen |
| Klub                         | Szezon   | Bajnokság              | Mérk.     | Gólok     | Mérk. | Gólok | Mérk.      | Gólok      | Mérk.    | Gólok    |
| ---------------------------- | -------- | ---------------------- | --------- | --------- | ----- | ----- | ---------- | ---------- | -------- | -------- |
| Le Mont (kölcsönben)         | 2014–15  | Swiss Challenge League | 26        | 1         | 1     | 1     | —          | —          | 27       | 2        |
| Winterthur (kölcsönben)      | 2015–16  | Swiss Challenge League | 20        | 0         | 0     | 0     | —          | —          | 20       | 0        |
| Lausanne-Sport               | 2016–17  | Swiss Super League     | 23        | 1         | 0     | 0     | —          | —          | 23       | 1        |
| Konyaspor                    | 2017–18  | Süper Lig              | 16        | 2         | 6     | 0     | 6          | 1          | 28       | 3        |
| Afjet Afyonspor (kölcsönben) | 2018–19  | 1. Lig                 | 7         | 0         | 0     | 0     | —          | —          | 7        | 0        |
| Bursaspor (kölcsönben)       | 2019–20  | 1. Lig                 | 3         | 0         | 2     | 0     | —          | —          | 5        | 0        |
| Neuchâtel Xamax              | 2019–20  | Swiss Super League     | 14        | 1         | 0     | 0     | —          | —          | 14       | 1        |
| Neuchâtel Xamax              | 2020–21  | Swiss Challenge League | 3         | 0         | 0     | 0     | —          | —          | 3        | 0        |
| Neuchâtel Xamax              | Összesen | Összesen               | 17        | 1         | 0     | 0     | 0          | 0          | 17       | 1        |
| Sion                         | 2020–21  | Swiss Super League     | 21        | 1         | 0     | 0     | —          | —          | 21       | 1        |
| Sion                         | 2021–22  | Swiss Super League     | 11        | 0         | 0     | 0     | —          | —          | 11       | 0        |
| Sion                         | 2022–23  | Swiss Super League     | 24        | 2         | 3     | 0     | —          | —          | 27       | 2        |
| Sion                         | Összesen | Összesen               | 56        | 3         | 3     | 0     | 0          | 0          | 59       | 3        |
| Összesen                     | Összesen | Összesen               | 168       | 8         | 12    | 1     | 6          | 1          | 186      | 10       |

## Sikerei, díjai
Konyaspor
- Török Szuperkupa
  - Győztes (1): 2017